# 帕爾邁拉鎮區 (密歇根州)
帕爾邁拉鎮區（英語：Palmyra Township）是位於美國密歇根州萊納維縣的一個行政鎮區。

## 地方資料
帕爾邁拉鎮區的面積為95.00平方千米，當中陸地面積為95.00平方千米，而水域面積為0.00平方千米。根據2020年美國人口普查的數據，當地共有人口2031人，而人口密度為每平方千米21.38人。